# 湯谷温泉 (愛知県)

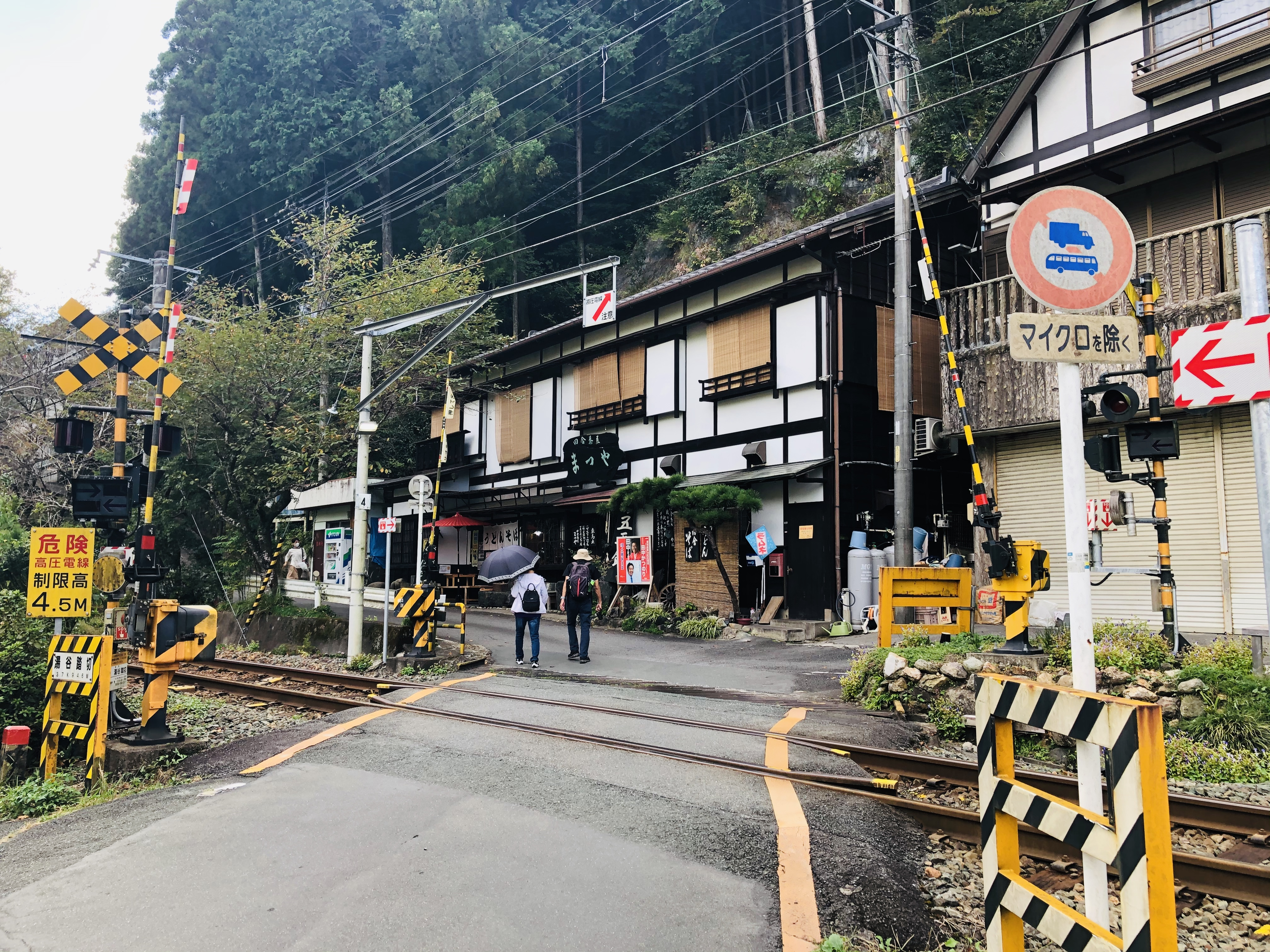
JR飯田線踏切近くの茶屋

湯谷温泉（ゆやおんせん）は、愛知県新城市（旧三河国）にある温泉、およびその温泉街。

## 歴史
湯谷温泉の歴史は古く、開湯は1300年前であるとされる。開湯伝説によれば、鳳来寺の開祖、利修仙人により発見されたと伝わる。この源泉は鳳液泉といわれ現代の湯谷温泉に繋がっている。「長篠村史」には「仙人は温泉のすぐれた効力により心身の調和をとり、修行を極め悟りを開き（中略）実に308歳の長寿を全うした」との記録が残る。

## 泉質

### 湯谷温泉1号泉
分析日は昭和31年4月2日。
- ナトリウム・カルシウム-塩化物泉（低張性弱アルカリ性冷鉱泉）
- 源泉温度：19.5℃
- 湧出量：不明

自噴泉。2000年時点では未利用。

### 湯谷温泉4号泉
分析日は昭和37年12月3日。
- ナトリウム・カルシウム-塩化物泉（低張性弱アルカリ性冷鉱泉）
- 源泉温度：24.2℃
- 湧出量：毎分100リットル

2000年時点で未利用。

### 湯谷温泉5号泉
分析日は平成10年9月4日。
- ナトリウム・カルシウム-塩化物泉（低張性中性低温泉）
- 源泉温度：28.8℃
- 湧出量：毎分500リットル

### 湯谷温泉6号泉
分析日は平成10年9月4日。
- 単純温泉（低張性弱アルカリ性低温泉）
- 源泉温度：25.9℃
- 湧出量：毎分380リットル

### 湯谷温泉7号泉
分析日は平成29年5月23日。
- ナトリウム・カルシウム-塩化物泉（低張性中性低温泉）
- 源泉温度：35.9℃
- 湧出量：不明

平成20年2月湧出。

## 効能
皮膚病、婦人病、更年期障害、リウマチなど。

## 温泉街
景勝地として名高い鳳来峡の宇連川沿いに広がっており、日本百名湯にも選ばれている。
温泉街の領域には国の天然記念物である馬背岩、宇連川の川幅いっぱいに広がる岩から4メートルの落差で流れる湯谷大滝、馬背岩や湯谷大滝も鑑賞可能な宇連川に架かる吊橋である浮石橋からの景観などの見所もある。
愛知県道439号能登瀬新城線と鳳来寺山パークウェイとの分岐点に当たる温泉街入り口には温泉スタンドがあり源泉を購入できるほか、2008年（平成20年）には足湯が設置された。
温泉街の北端側に公共の日帰り入浴施設が存在する。

## 温泉地周辺
- 鳳来寺山
  - 鳳来寺
  - 鳳来山東照宮
- 愛知県民の森
- 乳岩峡
- 長篠城
- 阿寺の七滝

## アクセス
- 鉄道 : JR飯田線 湯谷温泉駅下車。
- 自家用車：国道151号から愛知県道439号能登瀬新城線方面。